# 凹瓣梅花草
凹瓣梅花草（学名：Parnassia mysorensis）为卫矛科梅花草属下的一种。

## 变种
凹瓣梅花草有如下变种：
- 锐尖凹瓣梅花草[1][3]

## 扩展阅读
維基物種上的相關：凹瓣梅花草